# 2001年宇宙の旅
『2001年宇宙の旅』（にせんいちねんうちゅうのたび、原題：2001: A Space Odyssey）は、1968年の叙事詩的SF映画。
製作・監督はスタンリー・キューブリック、脚本はキューブリックとアーサー・C・クラーク。
物語はクラークが1951年に発表した短編小説「The Sentinel」（邦訳版タイトル「前哨」）ほかの作品を踏まえているが、直接的な「原作」は無かった。
映画公開後に発表された「小説版」は、脚本と同時進行で書かれた部分もあるとされるが、クラークは新編序文でノベライズではないと述べている。
実存主義、人類の進化、科学技術、人工知能、地球外生命体の可能性などをテーマに、未知の存在モノリスを発見した人類が、人工意識を持つコンピューターHALと共に木星に向かう航路で勃発した事件を描いたサスペンス。
様々な評価を受けていて、終末論や人類の進化、異星知性体への応答など、多岐にわたる。
従来の映画や物語の手法を避け、台詞の無い音楽だけの長いシークエンスがある。科学的に正確な惑星間宇宙航行の描写を先駆的な特殊効果で映像化しつつ、曖昧な印象を与えている。サウンドトラックには、リヒャルト・シュトラウス、ヨハン・シュトラウス2世、アラム・ハチャトゥリアン、リゲティ・ジェルジュなどのクラシック音楽が多数使用されている。
アカデミー賞では4部門にノミネートされ、キューブリックは視覚効果の演出で受賞した。
1991年、米国議会図書館によって「文化的、歴史的、美学的に重要」とみなされ、アメリカ国立フィルム登録簿に保存されることになった。2003年以降、スティーヴン・ジェイ・シュナイダーの『死ぬまでに観たい映画1001本』に掲載されている。映画史の中で影響力のある映画作品の一つとして広く知られている(この事は、後に大作として知られている「コンタクト（原作：カール・セーガン）」、「インターステラー（原作：キップ・ソーン）」など、公式に存在する研究機関に所在する科学者が影響を受けた作品として述べている)。

## あらすじ

### 人類の夜明け（THE DAWN OF MAN）

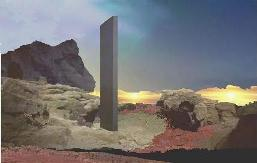
「モノリス」

人類が文明を築く400万年前（小説版では300万年前）、ホモサピエンスの祖先であるヒトザルが、荒野で飢えに苦しみながら生存競争を闘っていた頃。
ある日、ヒトザルたちの前に黒い石板のような宇宙人が残した物体「モノリス」が出現し、サルたちは驚きながらも恐る恐るそれに触れる。やがて一体のヒトザル（月を見るもの）がモノリスの知能教育により、動物の骨を道具・武器として使うことに目覚め、獣を倒して多くの肉を食べられるようになる。
ヒトザルたちは、水場をめぐって対立する別のヒトザルの群れにも骨を武器として対戦し、敵のボスを殺害する。水場争いに勝利した「月を見るもの」が、歓びのあまり骨を空に放り上げると、これがカットつなぎで一瞬にして最新の軍事衛星に変わる（人類史を俯瞰するモンタージュとされる）。これには核ミサイルが搭載されている。

### 月に人類が居住可能になった時代
アメリカ合衆国宇宙評議会のヘイウッド・フロイド博士は、月のティコクレーターで発掘された謎の物体「TMA・1」（Tycho Magnetic Anomaly, ティコ磁気異常1号）、通称「モノリス」（一枚岩）を極秘に調査するため、月面クラビウス基地に向かう。
途中、宇宙ステーション5(小説版では「宇宙ステーション1号」)でソ連の科学者たちに会い懇談するが、「クラビウス基地が閉鎖されているが、いったい何が起きているのか」と質問され、フロイド博士は回答を拒む。
月面基地に着いたフロイド博士は、会議室で今回の事態の重要性について訓示し、TMA-1の発掘現場へ向かう。調査中、400万年ぶりに太陽光を浴びたモノリスは、強力な信号を木星（小説版では土星）に向けて発した。TMA-1は、あのヒトザルたちが月に到達するまでに進化したことを告げるセンサーだった。モノリスの各辺の比は、1:4:9になっている。これは最初の自然数1、2、3の2乗である。これによって人工的なものであると認識できるようになっている。

### 木星探査計画　18ヶ月後（JUPITER MISSION）
宇宙船ディスカバリー号は木星探査の途上にあった。乗組員は船長のデヴィッド・ボーマンとフランク・プール隊員、出発前から人工冬眠中の3人の科学者と、史上最高の人工知能HAL（ハル）9000型コンピュータであった。
順調に進んでいた飛行の途上、HALはボーマン船長に、この探査計画に疑問を抱いている事を打ち明ける。その直後、HALは船のアンテナ部品＝AE35ユニットの故障を告げるが、ボーマンがユニットを回収して点検すると、問題は見つからなかった。HALの異常を疑ったボーマンとプールは、その思考部を停止させることを決める。しかし、ふたりの密談を読唇して察知したHALが、それを阻止しようと乗組員の殺害を決行する。プールは船外活動中にポッドに衝突されて宇宙服を壊され、人工冬眠中の3人は生命維持装置を切られてしまう。別のポッドに飛び乗ってプールの救助に向かったボーマンは、遺体を回収して戻るが、HALに入船を拒絶され、止む無くプールの遺体を放し、ポッドのハッチを爆破してエアロックに突入する。
唯一生き残った乗員となったボーマン船長は、HALの思考部を停止させるべく、ユニットを取り外していく。HALは助命嘆願を繰り返すが、次第に知能を失い、遂には「デイジー」の歌を歌い始め、録音テープが失速するようにして止まる。すると、木星到着後に搭乗員全員に開示される動画が再生され、探査の真の目的であるモノリスの件をフロイド博士が語る。

### 木星と無限の彼方（JUPITER AND BEYOND THE INFINITE）
ディスカバリー号が木星の衛星軌道付近に到達すると、ボーマンは近くに浮かぶ巨大モノリスを発見する。ポッドに乗って接近して行くと、巨大モノリスは漆黒の闇に消え、そのあたりの空間から発した光の奔流がポッドを呑み込み、宇宙の歴史が数分のうちに展開される。途中、7つの正八面体の形をしたモノリスの亜種が姿を現す。
やがて、異星人が用意した閉鎖された王朝風の白い部屋にポッドごと到着すると、そこでボーマンは、年老いて行く自分自身を順々に発見する。遂には老衰してベッドに横たわるボーマンの前に、あのモノリスが現れ、彼がそれに向かって手を差し伸べると、光に包まれた胎児に変貌する。ボーマンは、人類を超越した存在＝スター・チャイルドへと進化を遂げた。
そして胎児は太陽系へと戻り、地球を見下ろしながら、これから自分が成すべきことについて思いを巡らせるのだった。

## メカニック
特筆しない限り、詳細部分に関する記述は小説版を参考としている。#小説版も参照。

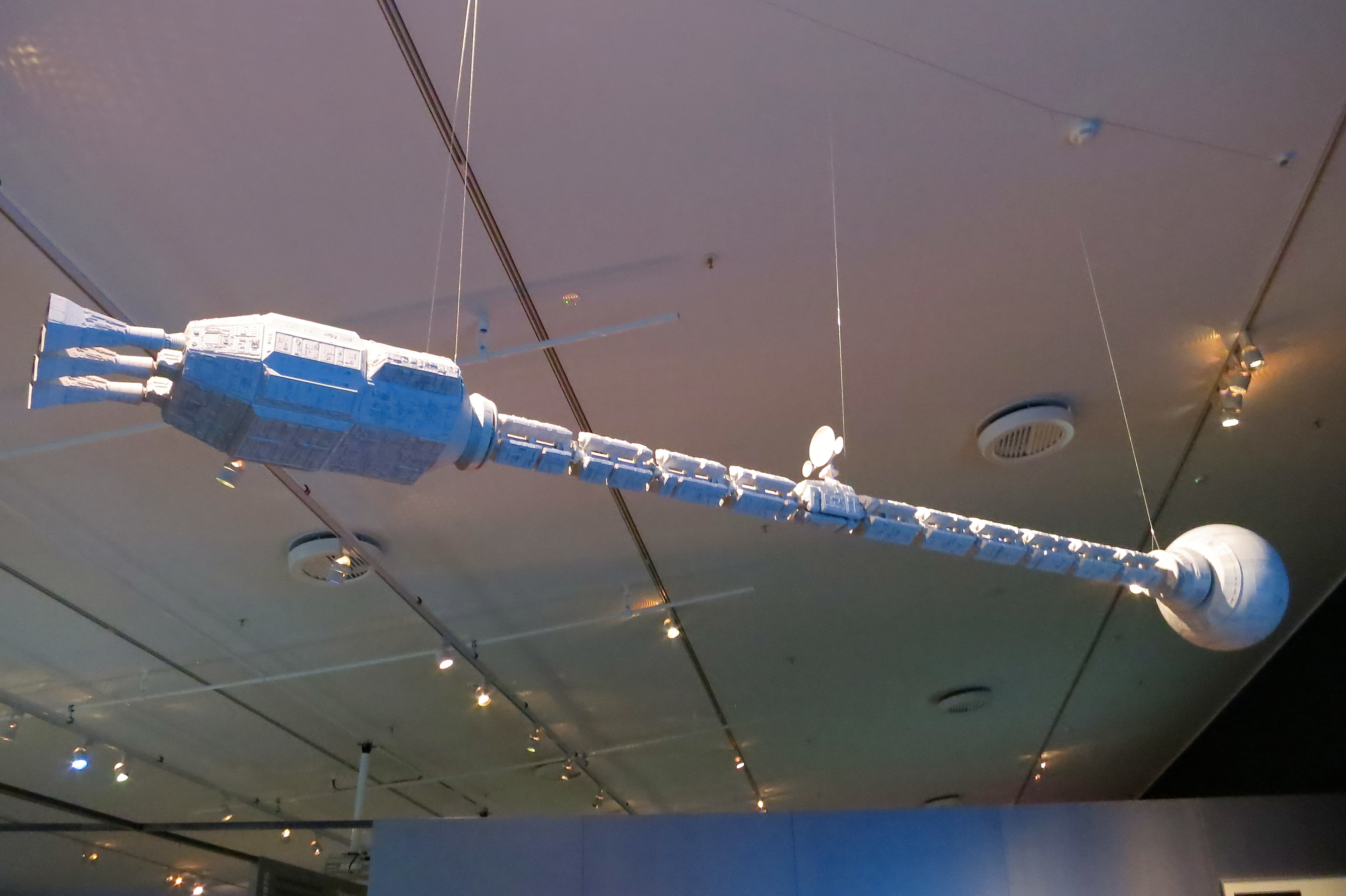
ディスカバリー号の復元モデル

ディスカバリー号
アメリカ合衆国所属の宇宙船。UNCOS登録番号01/283、コールサイン「X-Ray Delta One（XD1）」。映画版では「ディスカバリー1号」とも呼ばれている。2001年時点では最高速の宇宙船で、元々は2年に及ぶ木星への有人往還飛行「木星計画」の為に建造された物だったが、TMA・1の発見に伴い、TMA・1が発した電波の行き先の調査へと任務が変更された。なお、映画版と『2010年宇宙の旅』では目的地は木星のままであるが、小説版では最終的な目的地は土星の衛星ヤペタスに変更されており、木星では大気探測機の投下と重力によるスイングバイを行うのみとなっている。
全長は100m・120m・150mと諸説ある（後述）が、『2010年宇宙の旅』では約100mに設定された。船体は前から、居住区画となる半径6mの与圧球体、長さ90mほどの棒状構造物、原子炉と低推力プラズマ・ドライブからなる推進システムの三つで構成されている。その構造上大気圏内での運用は考慮されておらず、建造は地球の軌道上で、試験飛行は地球 - 月間で行われた。乗員は5名で、彼らに加えて人工知能HAL 9000が搭載されている。なお、乗員のうち3名は目的地に到着するまで人工冬眠に入っている。
与圧球体内部にはコントロール・デッキ、生命維持システム、キッチン、トイレ、乗員5名分の私室、人工冬眠カプセルなどが存在し、球体の赤道部分に納められた直径10.6mの遠心機が10秒に一回の割合で回転することによって、地球の6分の1ほどの人工重力を発生させている。また、球体下部には3つのエアロックを有する格納庫があり、スペースポッド3機が格納されている他、小説版ではセラミック製の融除式熱遮蔽材によって防護された爆弾型の無人大気探測機を2機搭載している。
棒状構造体は居住区画と推進システムを連結するもので、中央部に地球との通信に用いられるパラボラ型の長距離メイン・アンテナが設置されており、HALが故障すると予測したAE35ユニットはこのアンテナの指向ユニットである。この他、小説版ではV字型に配置された一対の放熱フィンと4基の液体燃料タンクを装備しているが、映画版ではこれらの物は見受けられない。
推進システムは一種の原子力ロケットで、6基のスラスターを有しているが、使用するのは月軌道から発進する際のみで、通常は慣性による航行を行い、原子炉は船内の電力供給などに使用されるのみとなる。また、細かい姿勢制御には別に制御ジェットを使用する。
小説版ではディスカバリー号の旅は片道のみであり、土星軌道に到達して100日の探査活動を終えた後には、乗員は5年間の人工冬眠によって今後建造される同型船ディスカバリー2号による回収を待つ予定であったが、『2010年宇宙の旅』時点でもディスカバリー2号は未完成の状態にあり、ディスカバリー号の調査にはソ連の宇宙船コスモナウト・アレクセイ・レオーノフ号が用いられている。
スペースポッド
ディスカバリー号に搭載されている船外活動カプセル。搭乗者は宇宙服を着用する。大まかな形状は直径約2.7mの球体で、機体前部に円形の張り出し窓と4基のライト、更に「ウォルドー」とも呼ばれる二対の作業用マニピュレーターが装備されている。マニピュレーターのうち一対は重労働用、もう一対は精密作業用で、この他に各種工具を有する伸縮式のタレット台が備わっている。また、推進はメイン・ロケット、姿勢制御は飛行姿勢制御ノズルによって行う。
小説版では各ポッドに女性名からなる愛称が付けられており、ディスカバリー号に搭載されている3機の愛称は「アナ」「ベティ」「クララ」となっている。
オリオン3型宇宙機
地球と軌道上の宇宙ステーションの往還に利用されるスペースプレーン。翼幅は60mほどで、映画版では菱形翼の無尾翼機だが、小説版では後退翼を持つとされている。映画版では描写されていないが、機体は本体である上段とブースターである下段の二つの部位から構成されており、下段は上昇中に切り離されて自動的に発射基地に帰投する（映画版では上段のみ登場）。また、打ち上げにはケネディ宇宙センターに設置された、多重レールを持つ発射軌条が使用されている。
乗客定員は20名で、更に操縦士、副操縦士、スチュワーデス1名が搭乗する。なお、宇宙空間では機内が無重力となるが、乗員の体の固定方法は映画版と小説版で異なり、映画版ではグリップシューズが、小説版では靴底がカーペットと噛み合うように細工されたベルクロ・スリッパが用いられている。
映画版ではパンアメリカン航空によって運行されており、機体にロゴマークが描かれている他、操縦席のコンソールにはIBMのロゴマークが見受けられる。また、小説版では同種の機体として、チトフ5型スペースプレーンという機体が登場している。
宇宙ステーション5
地球 - 月間の中継点として使用されている宇宙ステーション。上記の名称は映画版のもので、小説版では「宇宙ステーション1号」となっている。直径300mのリングが二つ組み合わさった形状をしており、軸部分にドッキング・アームを有する開口部を有している。リング部は一分間に一回転し、遠心力による人工重力を生み出している。なお、宇宙機がステーション内に進入する際、映画版では宇宙機側がステーションの回転に姿勢をシンクロさせているが、小説版では軸部分がリングとは逆方向に回転し、相対的に回転を打ち消している。また、映画版ではいまだ建造途中でリングの一つは部分的に骨組みが剥き出しである。
宇宙ステーション内部に入る際には声紋識別装置を備えた検問口を通過する。なお、この検問口はアメリカ管区、ロシア管区、日本管区などに分かれているが、これは純行政的な区分でありステーション内部にこの様な区分けは無い。
リングの縁には旅客ラウンジがあり、ソファ、小テーブル、公衆テレビ電話やレストラン、郵便局、理髪店、ドラッグストア、映画館、みやげもの売店などが設けられている他、映画版ではヒルトンホテル、AT&T、ハワード・ジョンソンズなどといった実在企業がブースを出店している。
アリエス1B型月シャトル
宇宙ステーションと月面の往還に用いられる宇宙船。「宇宙の荷馬」という渾名を持つ。船体は球形をしており、着陸時に上面になる部位に操縦席を、下面に4本の着陸用ショック・アブソーバーを備えている。
船内には座席が円形に配置された定員30名の旅客セクションや無重力トイレがあり、乗客乗員はオリオン3型と同様に、映画版ではグリップシューズ、小説版ではベルクロ・スリッパを着用している。また、小説版にはトイレの描写があり、遠心力で地球の1/4程の人工重力を発生させてから用を足すようになっている。
ロケット・バス
月面上での移動に使用されている小型の宇宙船。映画版のみの登場。形状はその名の通りバスに類似している。乗員は数名程度で、船体下部に6基のスラスターと3基の着陸脚を、船体両脇にエアロックを有している。
小説版での同様のシーンでは、8個のフレックス車輪を持つ大型の月面車が登場している。こちらの乗員は20名、移動研究所的な性格を持ち、緊急時には4基の下部ロケットを用いて跳躍することも可能。
ディスカバリー2号
調査を終えた船員達を帰還させる船、5年後に到着予定だった。

## キャスト
| 役名                        | 俳優                                       | 日本語吹替 |
| 役名                        | 俳優                                       | テレビ朝日版 （追加録音部分）                                                                                           |
| --------------------------- | ------------------------------------------ | --- |
| デヴィッド・ボーマン船長    | キア・デュリア                             | 堀勝之祐 |
| フランク・プール            | ゲイリー・ロックウッド                     | 小川真司 |
| ヘイウッド・R・フロイド博士 | ウィリアム・シルベスター                   | 小林昭二 （大場真人）                                                                                                   |
| アンドレイ・スミスロフ      | レナード・ロシター                         | 坂口芳貞 |
| ラルフ・ハルバーセン        | ロバート・ビーティ                         | 大木民夫 |
| ミラー                      | ケヴィン・スコット（クレジットなし）       | 阪脩 |
| HAL 9000（声）              | ダグラス・レイン                           | 金内吉男 （木下浩之）                                                                                                   |
| 月を見るもの（ヒトザル）    | ダニエル・リクター                         | |
| エレナ                      | マーガレット・タイザック                   | |
| ビル・マイケルズ            | ショーン・サリヴァン                       | |
| 作戦管制官（声）            | フランク・ミラー                           | |
| 月面シャトル船長            | エド・ビショップ                           | |
| プールの父                  | アラン・ギフォード                         | |
| プールの母                  | アン・ギリス                               | |
| アン（フロイドの娘）        | ビビアン・キューブリック（クレジットなし） | |
| （スタントマン）            | ビル・ウェストン（クレジットなし）         | |
| 不明 その他                 |                                            | 木下秀雄 山内雅人 松下達夫 瀬能礼子 遠藤由香里 近藤高子 横尾まり 上山則子 坂井志満 大滝進矢 （世古陽丸） （久保田健介） |
| 日本語版スタッフ            |                                            | |
| 演出                        |                                            | 佐藤敏夫 （佐藤敏夫）                                                                                                   |
| 翻訳                        | 木原たけし（字幕）                         | 飯嶋永昭 |
| 効果                        |                                            | PAG |
| 調整                        |                                            | 前田仁信 |
| 制作                        |                                            | 東北新社 （ACクリエイト）                                                                                               |
| 解説                        |                                            | 淀川長治 |
| 初回放送                    |                                            | 1981年10月25日 『日曜洋画劇場』 21:00-23:44                                                                             |

- 当時『日曜洋画劇場』で解説を務めていた淀川長治は、放送されたバージョンがキューブリック自身がテレビ放送用に再編集し「これ以上弄っては（編集しては）いけない」という指示を出したものであるという旨を説明している。なお加えて淀川は「完璧なノーカット」と述べているが、実際にはフロイド博士が最初にミラーを見つけて「ああ、来たな」と言うシーンなど、細かくカットされている箇所が存在している。
  - 2016年12月29日にWOWOWで放送される際、本放送時にカットされた一箇所、再放送時にカットされた三箇所について吹き替え音声を追加録音した物が放送された。その際、故人の声優が担当していた箇所は別の声優が代役を務めている[6]。
  - 2018年11月21日発売のHDリマスター版BDには、上記のWOWOWで放送された追加録音版が収録｡

## スタッフ

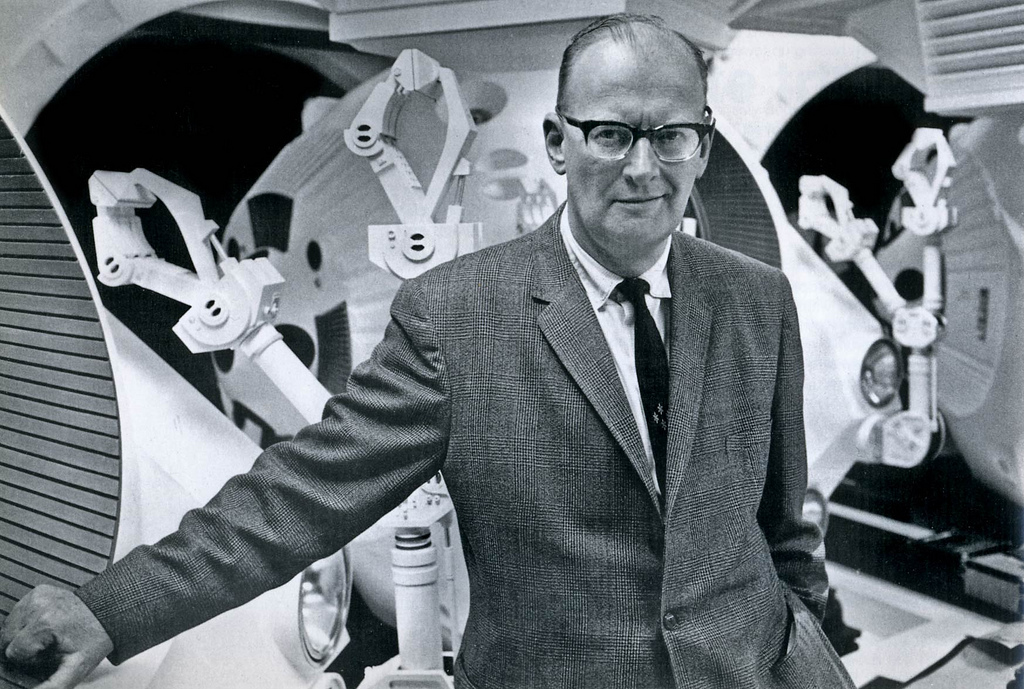
1965年のアーサー・C・クラーク、ディスカバリー号内で撮影。

- 製作・監督：スタンリー・キューブリック[注 7]
- 脚本：スタンリー・キューブリック,アーサー・C・クラーク
- 撮影監督：ジェフリー・アンスワース,ジョン・オルコット
- 特殊効果監督：スタンリー・キューブリック
- SFX：ウォーリー・ビーバーズ,ダグラス・トランブル,コン・ペダースン、トム・ハワード
- 特殊メイク：スチュアート・フリーボーン
- 編集：レイ・ラヴジョイ
- 衣装：ハーディ・エイミーズ
- 美術：トニー・マスターズ,ハリー・ラング,アーネスト・アーチャー

## 作品解説
1964年に公開された「Dr.StrangeLove」（邦題・博士の異常な愛情）で高評価を得たキューブリックは「宇宙人東京に現わる」（1956年）に触発され、科学ノンフィクションを読み漁り、さらに意欲的な”語り草になるような良質の空想科学映画作品”の構想を練っていた。アーサー・C・クラークと互いの頭の中の知識をやり取りし、ファーストコンタクトを題材とした映画制作と小説（兼・脚本）の並行作業という形で話は決まり、クラークはホテル・チェルシー1008号室にて執筆に取りかかる。
撮影は1965年12月30日に開始し、イギリスのMGM-British Studios（ボアハムウッド）を中心拠点にして進められた。翌1966年5月までに俳優の演技シーンを撮り終えたが、SFXシーンの完成までさらに1年半以上を費やした。製作費は予定の600万ドルを大きく超過し1050万ドルに達した。
映画は70mmシネラマ規格で制作された。キューブリックは映像表現にシネラマスクリーンでの上映効果を最大限に狙っている。視覚効果では「Dr～」でB-52の特撮を担当したウォーリー・ビーバーズのほか、ダグラス・トランブル、コン・ペダースン、トム・ハワードなど少人数しかクレジットされていないが、実際には巨大なプロジェクトであり、視覚効果デザインの上で科学考証に多くの科学者、研究者が参加している上、撮影でも10年を経てイギリスで特撮チームを率いることになるブライアン・ジョンソン（『エイリアン』1、2）、ゾラン・ペリシック（『スーパーマン』）、マット画合成を担当したリチャード・ユリシッチを含むデザイナー、撮影や現像、合成、アニメーションのスペシャリストが多数参加している。
ディスカバリー号の乗員達が食べる宇宙食は、NASAが実際に開発して本作のために提供したものである。また本作に登場するコンピュータの設定や画面はIBMが全面協力しており、当初は随所に同社のロゴがあしらわれていたとされる。ただ制作中に「コンピュータが人間を殺害する」というストーリーであることが判明したため難色を示した同社は制作途中から手を引き、ロゴもすべて除去されたという通説が有名になっている。アリエス1B型の計器盤およびディスカバリー号乗員が着用する宇宙服の左腕コンソールに取り残されたIBMロゴが確認できる。
当初キューブリックは美術担当として漫画家の手塚治虫の協力を仰いだが、当時の手塚は連載漫画の他に、連続テレビアニメの制作や原稿を多数抱え、日本国外での映画制作に携わることは物理的に不可能であったため、オファーを断った。「200名もの人間を食わせなければならないので」云々と云う主旨の返信を送ると、キューブリックは「家族が200人もいるのか?!」と驚嘆したという。手紙自体は紛失してしまったが、封筒の写真は手塚のエッセイ本に掲載されている。

### 脚本
キューブリックが、「クズと見なされない最初のSF映画」であり、「宇宙におけるヒトの位置を描く映画」を撮る企画をたてた1964年に、当初はアーサー・C・クラークの『幼年期の終り』の映画化も構想したが、すでに映画化権が他社により取得されていた。
その経緯もあり、キューブリックは共同での物語作り、科学考証、共同脚本などをクラークに依頼をした。当初、キューブリックはラジオドラマ『太陽面の影』を元にした地球侵略物を提案していたが、クラークが、人類の進化を描き、宇宙への進出と異星人とのコンタクトでその進化がクライマックスに達する物語を提案した。
クラークはすでに、宇宙人と人類のファーストコンタクトを描いた小説『前哨』を1948年に発表（ハヤカワ文庫の同名短編集などに収録）の他「地球への遠征」等の他4篇の短編小説を下敷きにしてプロットを組み上げて執筆した。後にクラークが発表した『失われた宇宙の旅2001』によると、キューブリックとクラークがアイデアを出し合い、先ずはクラークが「小説」としてアイデアをまとめあげ、その後キューブリックが脚本を執筆している。クラークは後に「そういう形で始まったが、最終的には小説と脚本は同時進行で相互にフィードバックする形で進められた。だから私は映画の試写を見た後にいくつかの章を書き直した。創作技法としては苦労が多いもので、これを楽しめる作家は滅多にいないだろう」と述べている。
題名は仮題として『太陽系はこうして勝ち取られた』から『宇宙』、『星々へのトンネル』、『星からの贈り物』、『星のかなたへの旅』とかわり、最終的に『オデュッセイア』との共通点もありキューブリックの決断で現在の題名に変わった。
映画製作の忙しいスケジュールの合間を縫ってキューブリックとクラークが小説について協力するのは難しかった。クラークは1964年末に小説の草稿を完成させ、1966年に予定されていた映画公開にさきがけて1965年に小説を出版する予定だった。しかし映画の公開は1968年にまで延び、小説もその後に完成した。小説の作者としてはクラークだけが記された。後にクラークは、キューブリックがクラークの作者としての影響を軽く見せかけるために状況を操作し、小説の出版が後になることで映画のノヴェライゼーションであるかのように見せかけたと不満を述べている。様々な理由から物語の詳細は小説と映画では異なっている。映画には個々の事象についてほとんど説明がない。一方クラークは小説版で全ての事象について因果関係を完全に説明している。ジェームズ・ランディが後に述べたところによると、映画の最初の試写の際に宇宙飛行士が11分間延々とジョギングしているシーン（公開版ではカットされている）を見た後の休憩時間にクラークが目に涙を浮かべて試写室を後にしたという。このシーンはキューブリックのアイデアで、宇宙旅行がいかに退屈なものかを示したのだという。

### 撮影技術
オープニングなどではモンタージュが駆使された。カメラマン出身で撮影技術に長けたキューブリックは、SFX撮影スタッフと共に「フロントプロジェクション」や「スリットスキャン（スリット越しに被写体を、シャッターが開いた状態で撮影する技術）」といった新たな撮影方法を考案した。
宇宙空間では大気が存在せず、遠くの物体も鮮明に見えることから、カメラのレンズを極限まで絞り込み、それによって不足した光量を補うために1フレームに4秒以上の超低速度撮影が使用されている。
作中、宇宙船のコンソール等の各所にワイヤーフレームによる3次元コンピュータグラフィックス風の映像が埋め込まれているが、それらは全て実物のコンピュータグラフィックスではなく、計算尺で計算して手作業で描いたアニメーションや、針金で作ったワイヤーフレーム風の立体モデルを撮影した映像などが用いられている（Sketchpadなど、まだ実物のコンピュータグラフィックスは研究室の時代であった）。
キューブリックは飛行機恐怖症のため猿人達のシーンをアフリカでは撮影できず、撮影班をアフリカに送って大面積のスチル写真を撮影し、スタジオでフロント・プロジェクションを使った合成を行っている。スターゲートの映像の中には色彩が加工されたモニュメント・バレーの空撮映像も含まれており、アメリカで行われるプレミアのため、キューブリックはアメリカに向かう船の中で編集作業を行った。
フロント・プロジェクションの導入はまだ一般的ではなかったが、1963年に邦画『マタンゴ』（監督:本多猪四郎）でも採用している。キューブリックは完璧を求めるため、3M社とも協力して効果的に鮮明な撮影を行った。先進的な取り組みであったが、画像を見ると空の部分に刷毛で塗ったような跡が見えている。(2018年の4Kリマスター版では、修正されている。)
画像合成の簡略化を図ったため、どの宇宙船も宇宙に浮かぶ地球や月や木星を画面内で滅多に横切らない。
本映画に登場する地球の姿は実際より青白くなっている。これは撮影当時大気圏外からの地球の姿を撮ったカラー写真が1954年10月5日にエアロビーRTV-N-10bにより撮影された高度257kmからの117枚モザイク写真と1965年3月18日にボスホート2号が地球衛星軌道から撮影したものしか存在しなかったからである（初の地球全球写真はジョンズ・ホプキンス大学応用物理研究所のDODGEにより1967年9月20日に撮影され同年11月10日に発表されたがこの写真は映画制作には間に合わなかった）。本映画に登場した地球の色はボスホート2号が撮影した地球の色とよく似ている。
小説版では土星だが特撮部が土星を制作するもののキューブリックが納得できる基準に満たなかったため本作では木星に設定変更された。
本作で使用された宇宙船の模型は他作品への流用を防ぐため、キューブリックの指示で図面も含めて廃棄処分されたことから資料が少なく、舞台となるディスカバリー号でも撮影に使われた模型の全長が57フィートと54フィートの説があり、左側面は資料が存在しないなど不明な点が多い。2018年10月25日には海洋堂が研究書の写真などからディテールを補完した1/10スケールモデルの受注生産を開始した際には54フィート説を採用した。なお『2010年』の撮影に当たっては『2001年』の映像を参考に約100mと設定された模型が新規に作成された。現存するのはアリエス1B型月シャトルのみであり、アメリカ映画芸術アカデミーが所有している。

### 音楽
それまでのSF映画では未来的イメージの電子音楽などが用いられることが多かったが、当作品の映画版では、全篇にわたってクラシック音楽の名高い楽曲が数多く用いられている。
音楽を選定するのにあたり監督はスタッフに対していろいろなジャンルのレコードを集めさせたが、その時の指示としては「ミュジーク・コンクレートのようなゴミはいらない」との指示を出している。
ジェルジ・リゲティには一切映画についての説明や承諾もないまま、彼の曲を4曲採用した。リゲティが印税を受け取ったのは、1990年頃になってからだという。
なお、(1)メインタイトル、(2)「人類の夜明け」、(3)ラストと合計3回使われている『ツァラトゥストラはかく語りき』の演奏はヘルベルト・フォン・カラヤン指揮ウィーン・フィルハーモニー管弦楽団のデッカ・レコード録音版だが、デッカ（1968年当時は日本国内ではロンドン・レーベル）が演奏者名を出さないことを許諾の条件としたので、映画のエンド・クレジットでは曲名しか表示されていない。
終盤ボーマン船長が年齢を重ねていくシーンでは、BGMに『南極交響曲』を使用したバージョンもつくられた。
「入場曲」および休憩時「間奏曲」の『アトモスフェール』、「退場曲」の『美しく青きドナウ』は、映像ソフトでは1989年発売のクライテリオン版LD-BOXまではカットが慣例化しており、休憩のクレジット自体も初期の映像ソフトではカットされていた。

#### 使用された音楽
- 上映前の「入場曲」および休憩時の「間奏曲」（リヴァイヴァルでは黒味のまま映写）にはジェルジ・リゲティの『アトモスフェール』。
- メイン・タイトルにはリヒャルト・シュトラウスの交響詩『ツァラトゥストラはかく語りき』の導入部。
- ヒトザルたちがモノリスに遭遇する場面でのリゲティの『ソプラノ、メゾ・ソプラノ、2つの混声合唱と管弦楽のためのレクイエム』。
- ヒトザルが骨を武器にすることに目覚めるシーンでは、再びリヒャルト・シュトラウスの『ツァラトゥストラはかく語りき』導入部。
- シャトルと宇宙ステーションとのドッキング場面はヨハン・シュトラウス2世の円舞曲『美しく青きドナウ』。
- アリエス1B型が月へ向かう場面は再びヨハン・シュトラウス2世『美しく青きドナウ』。
- 月面をムーンバスが低空飛行する場面でのリゲティの『ルクス・エテルナ（永遠の光を）』。
- フロイド博士らが発掘されたモノリスを見る場面では、再びリゲティの『レクイエム』。
- ディスカバリー号が木星に向かう途上でのアラム・ハチャトゥリアンの『ガヤネー』（ガイーヌ）から「アダージョ」。
- BBCのニュースのオープニングとして使われたのはシドニー・トーチの『オフ・ビート・ムーズ』。
- HAL9000が乗員の会話を読唇したところで休憩に入り、リゲティの『アトモスフェール』が再び流れる。
- 意識がうすれつつあるHAL9000が「デイジー・ベル」（作詞作曲：ハリー・ダクレ、1892年）を歌う（1961年にベル研究所のチームが電子計算機での音声合成による歌唱を世界で初めて実演したときの曲が「デイジー・ベル」であったことにちなむ。そのデモをクラークも見学していた。）。
- 木星に近い空間をモノリスが浮遊している場面では、みたび、リゲティの『レクイエム』。
- 木星空間からのめくるめく異次元への突入にはリゲティの『アトモスフェール』。
- ボーマン船長が到着した白い部屋ではリゲティの『アヴァンテュール』など。
- ラストのスターチャイルドが地球を見下ろす場面では、みたび、リヒャルト・シュトラウスの『ツァラトゥストラはかく語りき』導入部。
- エンド・クレジットおよびその後の「退場曲」にはヨハン・シュトラウス2世の『美しく青きドナウ』。

#### 未使用となった音楽
キューブリックは当初、自分の監督作品『スパルタカス』の音楽を手がけたアレックス・ノースに作曲を依頼し、前半部分まで完成したスコアの録音まで完了していた（この最中にノースは過労で倒れてしまった）。しかしそれ以降は一切の連絡もないままノースの音楽を没にし、リヒャルト・シュトラウスなどの音楽に差し替えてしまう。ノースがそのことを知ったのは、試写会の会場であった。ノースはこれに激怒し、訴訟寸前にまで至った。ノースの死後、友人のジェリー・ゴールドスミスは没になった彼の音楽を録音し、1993年10月12日にヴァレーズ・サラバンド・レコーズから『Alex North's 2001 』(VSD-5400)としてCD発売した。日本でも『2001年〜デストロイド・ヴァージョン〜』（1993年12月1日発売、サウンドトラック・リスナーズ・コミュニケーションズ（SLC）、SLCS-5021）のタイトルで発売されている。
更に、1968年に録音されたアレックス・ノースのオリジナル・スコアのマスターテープが発掘され、2007年1月26日に Intrada Records より『Music for 2001: A Space Odyssey (The Original Score by Alex North)  』としてCD化され、3000セット限定で発売された。

## 公開
当初予定の1966年から1年4か月遅れ、アポロ11号が月面着陸を果たす前年の1968年に公開された。ワールドプレミアは1968年4月2日にワシントンD.C.のアップタウン劇場で行われた。アメリカでの一般公開日は1968年4月6日、イギリスでの公開は1968年5月15日だった。度々再公開されており、2014年11月イギリスでの再公開にあたってはアルフォンソ・キュアロン、クリストファー・ノーランによる賛辞が予告編に盛り込まれている。

### 日本での公開
日本においては、テアトル東京、名古屋の中日シネラマ劇場、大阪のOS劇場で封切られた。  
《前夜祭》1968年4月10日 18:00からテアトル東京で、特別有料試写会と銘打って前夜祭の趣きで公開されたのが最初である。  
《封切り》1968年4月11日からが正規の一般公開である(～9月18日まで)。テアトル東京での上映時間は、【平日・休日共】12:20/15:40/19:00。  
《凱旋興行》更に、年末の各紙誌ベスト・テンの高評価を受け、翌春(1969年3月1日～4月4日)、「凱旋興行」と銘打ってテアトル東京で再上映された。上映時間は、【月～土】13:00/16:00/19:00。【日・祝】10:00/13:00/16:00/19:00。
《2番館》東京では、「凱旋興行」のあと、1969年5月25日から東宝洋画系TYチェーン（白系）の9館で、『汚れた7人』との併映で2本立て公開された。
その後、初公開から10年後の1978年に再びロードショー上映され、折からのSFブームをフォローアップする形となった。作品の設定年である2001年にも「新世紀特別版」としてノーカット版で公開されている。このヴァージョンでは、本来35mmフィルムでアナモフィック・レンズを使用して再現されるスコープサイズのアスペクト比の1:2.35とせず、35㎜フィルムの上映で70mmのオリジナルと同一のアスペクト比1:2.20を再現している。
2018年10月、6〜7、11〜14日に国立映画アーカイブで70mmニュープリントフィルムでの同作の特別上映が行われた。10月19日から二週間限定で70mmフィルムからリマスタされた物がIMAXデジタル・シアター・システムを備えた映画館で公開された。
【参照】『2001年宇宙の旅』の日本での上映実績のまとめ
https://kubrick.blog.jp/archives/52256322.html

## 反響・評価
公開当時、台詞や説明を極力省き、視覚表現で観客の意識に訴えるという作風は極めて斬新であった。映像のクオリティーや「人類の進化と地球外生命の関係」という哲学的なテーマを賞賛する声の一方、抽象的な内容や非常に難解な結末を批判する意見もあり、賛否の渦が巻き起こった。それでも、公開当時の1968年における年間世界興行収入で1位を記録。現代では映画史におけるSF映画の古典として認識されており、日本の文部科学省が「特選」に指定している、唯一のSF映画としても知られている。
作家 レイ・ブラッドベリは本作試写を観た後、映像美を褒めながらも「クラークはクーブリックにレイプされたんだ」と評した。このブラッドベリによる評を人づてに聞いたクラークは「それは違う、レイプされたのはお互い様だったんだよ」とコメントを残している。
初公開の年の暮れ、1968年12月、アポロ8号が史上初めて有人で月の裏側を廻って帰還したが、その時撮影された月面入れ込みの地球の写真が本作のそれにそっくりで、改めて本作の特撮のクオリティが示された。また、そのアポロ8号の船長の名がフランク・ボーマンで、本作の登場人物のふたり、フランク・プールとデヴィッド・ボーマンを合成したような名前であることが、偶然とはいえ話題になった。
デビッド・ボウイの若き日を描いた映画『スターダスト』の冒頭では、本作のスター・ゲイト突入から白い部屋への到着までを、夢の中のシーンとしてパロディ化している。
公開時からオールタイムで本作品は高く評価され続けている。1991年にはアメリカ国立フィルム登録簿に永久保存登録された。

### ランキング
映画史上のベスト・ランキング、オールタイム・ベストなどでは、必ずと言っていいほどランクインしている。
- 「映画史上最高の作品ベストテン」（英国映画協会『Sight&Sound』誌発表）
  - 1972年：「映画批評家が選ぶベストテン」第18位
  - 1982年：「映画批評家が選ぶベストテン」第12位
  - 1992年：「映画批評家が選ぶベストテン」第10位
  - 1992年：「映画監督が選ぶベストテン」第13位
  - 2002年：「映画批評家が選ぶベストテン」第6位
  - 2002年：「映画監督が選ぶベストテン」第12位
  - 2012年：「映画批評家が選ぶベストテン」第6位
  - 2012年：「映画監督が選ぶベストテン」第2位
  - 2022年：「映画批評家が選ぶベストテン」第6位
  - 2022年：「映画監督が選ぶベストテン」第1位
- 「AFIアメリカ映画100年シリーズ」
  - 1998年：「アメリカ映画ベスト100」第22位
  - 2001年：「スリルを感じる映画ベスト100」第40位
  - 2003年：「ヒーローと悪役ベスト100・悪役部門」第13位（HAL 9000）
  - 2005年：「アメリカ映画の名セリフベスト100」第78位
  - 2006年：「感動の映画ベスト100」第47位
  - 2007年：「アメリカ映画ベスト100（10周年エディション）」第15位
  - 2008年：「10ジャンルのトップ10・SF映画部門」第1位
- 2000年：「20世紀の映画リスト」（米『ヴィレッジ・ヴォイス』紙発表）第11位
- 2008年：「歴代最高の映画ランキング500」（英『エンパイア』誌発表）第16位
- 2008年：「史上最高の映画100本」（仏『カイエ・デュ・シネマ』誌発表）第43位
- 2010年：「エッセンシャル100」（トロント国際映画祭発表）第26位
- 2013年：「オールタイムベスト100」（米『エンターテイメント・ウィークリー』誌発表）第25位

以下は日本でのランキング
- 1968年：第42回「キネマ旬報ベストテン・外国映画」（キネマ旬報発表）第5位[22]
- 1980年：「外国映画史上ベストテン（キネマ旬報戦後復刊800号記念）」（キネマ旬報12月下旬号発表）第2位
- 1988年：「大アンケートによる洋画ベスト150」（文藝春秋発表）第7位
- 1989年：「外国映画史上ベストテン（キネ旬戦後復刊1000号記念）」（キネ旬発表）第1位
- 1995年：「オールタイムベストテン・世界映画編」（キネ旬発表）
  - プロフェッショナル選出 第3位（1位は『七人の侍』なので洋画では第2位）
  - 読者選出 第1位
- 1999年：「映画人が選ぶオールタイムベスト100・外国映画編（キネ旬創刊80周年記念）」（キネ旬発表）第2位
- 2009年：「映画人が選ぶオールタイムベスト100・外国映画編（キネ旬創刊90周年記念）」（キネ旬発表）第7位

## 受賞
本作は1968年のアカデミー賞特殊視覚効果賞を受賞、また1969年のヒューゴー賞も受賞した。

## 小説版
小説版が原作として先に書かれたものであると勘違いされることが多いが小説は映画の公開（1968年4月）の後（同7月）に発表されている。クラーク自身も配給前の出版を目指していたが3分の2を書き終えた時点で最終章の執筆は遅々となったとされる、その小説にはクラーク独自の解釈がかなり取り入れられていることからも、小説版と映画版は明確に区別する必要がある。
HAL 9000の反乱の要因やラストの展開も、小説版は論理的に説明づけられているのに対し、映画版は謎めいた展開となっている。当初キューブリックは、難解なストーリーの内容の観客への理解を促すために、映画全編にわたって説明用のナレーションを多数書き上げていた。また、冒頭に科学者などによるインタビューが入るはずだった。科学考証の天文学者フレデリック・オードウェイには反対されたが、映画ではそれらは全く使われることはなかった。「言葉で説明をしてしまうと、せっかくの未知の世界との遭遇が、陳腐なものになってしまうから」とキューブリックは判断したのだ。キューブリックはこれをモナリザを例に説明している。結果、何の説明もない映像が映画全編にわたり続くことになった。
ヒトザルとモノリスの遭遇は小説では300万年前という設定だが、映画では400万年前とされているなど、細かな点の相違は多い。小説ではディスカバリー号には放熱板（「放射翼」）、それもかなり大きなものが付いている設定になっているが映画のディスカバリー号には付いていない。ある解説によれば、宇宙なのに（空気を前提とした）翼なんて、と思われるのを恐れて、映画版では付けていないのだという。
後にクラークが執筆した『2010年宇宙の旅』はパラレルワールドとされ、ストーリーの多くの部分は続編の形を取りながら、主な舞台は木星周辺となっており、そこだけは映画版と同一になっている。「宇宙の旅」シリーズは、更に『2061年宇宙の旅』『3001年終局への旅』と、計4作執筆されており、シリーズ作品全ての作中設定は前作までの多くの部分を踏襲してはいるが、基本的にはパラレルワールドであるとあとがきやまえがきで触れられている。
小説版は映画の製作と並行して書き進められたが、その過程で多くの草稿が日の目を見ずに終わった。のちにクラークは、それらをまとめて編纂し『失われた宇宙の旅2001』として出版した。そこでは、例えば、「HAL9000は最初、人型ロボットとして構想された」とか、「なぜボーマンが結末で赤んぼうになるのか、（中略）これは成長段階における彼の自己イメージなのだ」といった興味深い記述が見られる。
1999年に出版された A Space Odyssey の特別版にはクラークによる小説と映画のリリースまでの経緯を詳細に記した文章が序文として掲載された。

### 邦訳
- 『S-Fマガジン 1968年9月号 臨時増刊』「宇宙のオデッセイ2001」伊藤典夫：訳（第２部：フロイド博士の月面TMA-1視察のみ）
- 『宇宙のオデッセイ2001』（1968年10月15日初版発行、伊藤典夫：訳、ハヤカワ・ノヴェルズ）
- 『2001年宇宙の旅』（1977年、伊藤典夫：訳、ハヤカワ文庫SF）
- 『決定版 2001年宇宙の旅』（1993年、伊藤典夫：訳、ハヤカワ文庫SF、クラークの新序文が収録）

## サウンドトラック盤
LP
- MGMレコード（日本グラモフォン SMM-2012)
全6曲、計8トラック収録、30cm/33.3rpm。最初に発売された「サウンドトラック盤」だが、『ツァラトゥストラはかく語りき』が、映画で使用されたヘルベルト・フォン・カラヤン指揮のウィーン・フィルハーモニー管弦楽団の演奏ではなく、カール・ベーム指揮のベルリン・フィルハーモニー管弦楽団という全く別の演奏が収録されているので、「サントラ盤」という看板には偽りがある。

EP
- MGMレコード（日本グラモフォン SKM-1081）
上記LPからの抜粋で、「ステレット33」と称する17cm/33.3rpmのコンパクト盤。『ツァラトゥストラはかく語りき』、『レクイエム』、『美しく青きドナウ』の3曲だけだが、『ツァラトゥストラはかく語りき』は最初と最後に2回収録されている。

CD
- ポリドール（POCP-2017、1991年5月1日発売）
上記30cmLPのCD化。ほぼ同内容であり、『ツァラトゥストラはかく語りき』は、ベーム/ベルリン・フィル版が収録されている。

- 東芝EMI（TOCP-65139、1999年1月27日発売）
カラヤン指揮、ウィーン・フィルハーモニー管弦楽団演奏の『ツァラトゥストラはかく語りき』が初収録されている。しかし、英文のトラック・リストには Vienna Philharmonic Orchestra とある[26]にもかかわらず、日本語のライナーノートでは「ベルリン・フィルハーモニー管弦楽団」と誤って記載されている[27][注 13]。映画のサウンドトラックから採られたHAL 9000の声なども収録されている。

- ソニー・ミュージックジャパンインターナショナル（SICP2703、2010年6月2日発売）
上記、東芝EMI盤と同内容。

## 備考
- スタンリー・キューブリックは、存命中に新世紀を迎えることは叶わず、1999年3月7日に死去。
- 最初に現れる４機の宇宙機をよく見ると、それぞれアメリカ空軍・ドイツ軍・フランス軍・中国空軍のマークがある。
- 宇宙ステーションでの声紋識別装置の操作卓をよく見ると、言語選択肢に「JAPANESE」がある。
- 月面でモノリスの前を歩くシーンでは、宇宙服のヘルメットに手持ちカメラを構えるキューブリックの姿が映り込んでいる。
- 自作で65mmフィルムを使い続けるクリストファー・ノーランとホイテ・ヴァン・ホイテマが製作50周年となる2018年本作の4K修復を監修した。数々の修繕を受けながらソフト化に用いられて来たアーカイヴ用フィルムではなく、オリジナル・ネガまで遡ったニュープリントで、デジタル補正を一切使用せず、初演時と同様の6ch音声や前奏曲、インターミッション、終演時の音楽まで再現されたこのバージョンをノーランは"Unrestored（非修復）Version"と呼ぶ。初演時の体験の再現にこだわったこの70mmニュープリントは2018年5月12日にカンヌ映画祭で初上映され、欧米を巡回したのち、日本では2018年10月6日から14日まで国内で唯一70mmフィルムの上映が可能な国立映画アーカイブにて6日間[注 15]全12回の上映が行われた[28][29]。
- また、2018年にはIMAX版が製作され、同年10月19日から11月1日まで日本での上映が行われる[30]。
- 2018年11月21日にはUltra HD Blu-rayが発売された[31][32]。また同年12月1日には、70mmフィルムに基づく8K完全版が同日開局のNHK BS8K（スーパーハイビジョン）で放送された[33]。2021年9月12日にもNHK BS8Kで放送された[34]。